# Lassa (Burkina Faso)
Pour les articles homonymes, voir Lassa.
Lassa est une commune située dans le département de Diguel, dans la province du Soum, région du Sahel, au Burkina Faso.